# Janne Jingryd
Jan Erik Viktor "Janne" Jingryd, född 31 juli 1944 i Mölndals församling, är en svensk tidigare TV-producent och programledare vid SVT i Göteborg.
På 1960-talet spelade Jingryd i popgruppen Perhaps. Han var programledare för Gomorron Sverige under 1990-talet. Han har även varit programledare för Tipsextra och Melodifestivalen 1997 (han ersatte den tilltänkta programledaren Peter Rangmar som hastigt blev sjuk före programmet), redaktör för båtmagasinet Latitud och som kommentator till Eurovision Song Contest tre gånger år 1990, 1993 och 1997.
Jan Jingryd arbetade ett tag Radio 88 Partille, där han ledde ett program om svensk schlager.